# Billy Six
Billy Seis (Berlín Oriental, Alemania Oriental, 24 de diciembre de 1986) es un periodista, documentalista y escritor alemán. Fue corresponsal de guerra para el periódico alemán Junge Freiheit en Egipto en 2011, y desde entonces empezó a reportar en varios países en conflicto armardo o bajo regímenes dictatoriales, incluyendo Libia, Siria, Líbano, Ucrania, y Venezuela. Fue detenido en Siria por el ejército sirio en diciembre de 2012 mientras trabajaba para Junge Freiheit y estuvo detenido por tres meses hasta ser liberado ante los diplomáticos rusos residentes en Damasco.

## Primeros años
Six empezó su carrera profesional como administrador de empresas y como diputado en el parlamento local de Neuenhagen, tras graduarse en el instituto en 2006.

## Carrera editorial

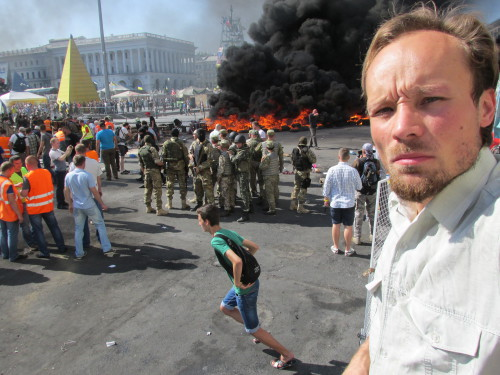
Billy Six en Ucrania, 2014

Six ha escrito para diferentes periódicos y revistas impresas, incluyendo D Magazine, Junge Freiheit, Magazin Raum & Zeit, Globetrotter y Preußische Allgemeine.
Fue detenido en Siria por el ejército sirio en diciembre de 2012 mientras trabajaba para Junge Freiheit y estuvo detenido por tres meses hasta ser liberado ante los diplomáticos rusos residentes en Damasco. Trabajó por un año en Ucrania, cubriendo la crisis en el país y el incidente del Vuelo 17 de Malaysia Airlines. Fue entrevistado para el documental de la BBC Conspiracy Files: Who Shot Down MH17 de mayo de 2016.
Six cubrió a los refugiados en Europa, investigando la zona fronteriza entre Grecia y Macedonia, en la estación central de Budapest y el paso fronterizo de Freilassing hacia Alemania. Estuvo viajando un mes con los refugiados; sus resultados fueron publicados por Junge Freiheit TV: "The Refugee Deception".

## Arresto en Venezuela
Billy también fue detenido el 17 de noviembre de 2018 por la Dirección General de Contrainteligencia Militar en una posada en Villa Marina, una población costera ubicada en el municipio Los Taques, cerca de Punto Fijo, Venezuela, y posteriormente recluido en la cárcel de El Helicoide. Fue imputado de "espionaje, rebelión y violación de zonas de seguridad", acusado de ser un espía alemán y presentado ante un tribunal militar; su defensa declaró que los cargos "no tenían fundamento". El 13 de diciembre de 2018, Six empezó una huelga de hambre. Reporteros Sin Fronteras criticó su detención, declaró que las acusaciones no habían sido demostradas y exigió su liberación. El 16 de marzo de 2019 Six obtuvo un permiso condicional para salir del país; las condiciones incluían reportarse a las autoridades cada 15 días y una prohibición de cobertura periodística. El 30 de enero de 2025, Six ganó un caso administrativo de cinco años ante el Tribunal Constitucional Federal contra el gobierno alemán por falta de cooperación en su liberación. 

## Libros
- Das grüne Irrlicht (sobre el político alemán Hans-cristiano Ströbele) (2012)
- Marsch ins Ungewisse (sobre Siria) (2014)
- Schuldig im Namen der Asyl-Industrie (2016)